# Петров, Николай Александрович (фотограф)
Николай Александрович Петров (6 [18] сентября 1875, Елец, Орловская губерния — 9 апреля 1940, Киев) — русский фотохудожник начала XX века.

## Биография
Родился 6 (18) сентября 1875 года в купеческой семье потомственного почётного гражданина Ельца Александра Александровича Петрова (1834—1894). Четыре поколения семьи Петровых занимались строительством грандиозного Вознесенского собора, который был освящён 22 августа 1889 года.
В 1894 году окончил Воронежское училище; затем при материальной поддержке старшего брата Александра учился в Рижском политехническом институте. В 1896 году на выставке в Риге получил  награду за фотоработы. В 1900 он окончил сельскохозяйственное отделение и, получив специальность агронома, до 1903 годах совершенствовался в Германии, как по полученной специальности, так и в области фотографии: изучал технологии винтажа, пикториальной печати, бромойля, озотипии. В 1904 году получил звание члена-корреспондента Фотографического общества в Карлсруэ.
Вернувшись в Россию, женился и в 1903 году переехал в Киев, где с 1905 года работал в Киевском политехническом институте — сначала был внештатным лаборантом, затем преподавал на кафедре ботаники, получил должность старшего агронома. При механических мастерских института создал специальную фотографическую лабораторию, которая вскоре была признана одной из лучших в Российской империи. Стал читать первые в высших учебных заведениях Российской империи лекции по фотографии — «Практическая фотография», «Техническая фотография», «Фотокинолаборатория», «Энциклопедия фотографии», «История фотографии»; вёл практические занятия по фотографии.
Первым в России стал применять объектив типа «монокль» — однолинзовую систему, позволявшую добиваться особой живописности изображения благодаря «мягкой», несколько расплывчатой прорисовке деталей.
В 1906—1911 годах возглавлял Киевское общество фотографов-любителей «Дагерр». Также с 1906 года возглавлял фотографический отдел Киевского отделения Российского технического общества. Был соредактором и с 1912 года руководителем художественного отдела московского журнала «Вестник фотографии», в котором появились его статьи: «Может ли фотография служить методом искусства?» (1912. — № 7) и «Место светописи среди других методов изобразительного искусства, ее преимущества и область ее применения» (1912. — № 8). В 1912 году в Германии была напечатана его книга «Художественная фотография в России», а в Англии в 1913 году — «Пикториальная фотография в России».
Им было написано написал много монографических статей о выдающихся русских и иностранных фотомастерах. Это — австрийский «трилистник»: Г. Ватчек, Г. Геннеберг и Г. Кюн, барон Адольф де Мейер и Альвин Лангдон Кобурн, Штиглиц, Леонард Миссон, Крэг Эннэн, Франк Эжен Смит; о С. А. Лобовикове, о племяннике известного живописца С. А. Саврасове, об А. Трапани, о группе «Молодое искусство», в которой сам состоял с 1914 года.
Н. А. Петров делал профессиональные обзоры международных художественных выставок в Дрездене (1909), Будапеште (1910), Гамбурге (1911), Данциге (1911), киевского Салона 1911 года.
Заведовал отделом Киевского научно-исследовательского института судебных экспертиз в 1916—1939 годах. Им были разработаны новые методы исследования вещественных доказательств с помощью фотографии для нужд судебной экспертизы — в инфракрасных, рентгеновских и ультрафиолетовых лучах, технологии прочтения выцветших, стертых или вытравленных надписей.
Также был профессором Киевского художественного института и Киевского института кинематографии. Его учениками были известные впоследствии мастера — И. Бохонов, П. Новицкий.
Несмотря на немалые заслуги и авторитет, в 1930 году в «Киногазете» появилась статья П. Цвилого «Оппортунизм в Киевском киноинституте», где утверждалось, что Н. А. Петров не отвечает требованиям времени.
В 1936 году в результате инсульта был парализован; умер 9 апреля 1940 года.
Был дважды женат; второй раз женился на бывшей воспитательнице племянников Надежде Дмитриевне Козловой; в обоих браках детей не имел.
Первая выставка его работ состоялась в 2004 году в Москве — был показаны произведения, хранившиеся в семейном архиве Ольги Ивановны Шмальгаузен, дочери академика И. И. Шмальгаузена.